# El mundo nace en cada beso
El mundo nace en cada beso (título original en catalán: El món neix en cada besada) es un fotomosaico situado en la plaza de Isidre Nonell, en el distrito de Ciutat Vella de Barcelona. Fue realizado por el fotógrafo Joan Fontcuberta y el ceramista Antoni Cumella en 2014.

## Historia y descripción
El origen de esta fotocomposición se encuentra en el tricentenario de la derrota catalana en la Guerra de Sucesión Española (11 de septiembre de 1714), que dio origen a la celebración del Día de Cataluña. La iniciativa partió del fotógrafo Joan Fontcuberta en colaboración con El Periódico de Catalunya, y consistía en la elaboración de un mural compuesto de fotografías enviadas por los lectores de El Periódico, que en su conjunto formarían una imagen. El tema requerido para las fotografías era «vivir libre». Con ellas se formaron 4000 teselas de cerámica, distribuidas en 50 filas de ochenta teselas cada una, que en conjunto forman la imagen de unos labios besándose. Se instaló en un muro de cerca del jardín particular de una casa de la plaza de Isidre Nonell y, aunque en principio debía ser una instalación efímera, el Ayuntamiento de Barcelona decidió dejarlo de forma permanente. El mural fue inaugurado el 3 de julio de 2014 por el alcalde de Barcelona, Xavier Trias.
Junto al mosaico hay una placa con la inscripción:

Este fotomosaico mural ha sido realizado con la contribución de miles de ciudadanos que han aportado imágenes personales interpretando el lema "momentos de libertad". El proyecto forma parte de la conmemoración del Tricentenario de los hechos de 1714 en Barcelona.

El ruido de un beso no es tan ensordecedor como el de un cañón, pero su eco es más duradero.
Oliver Wendell Holmes